# Paltostoma costaricensis
Paltostoma costaricensis är en tvåvingeart som beskrevs av Charles L. Hogue 1979. Paltostoma costaricensis ingår i släktet Paltostoma och familjen Blephariceridae.
Artens utbredningsområde är Costa Rica. Inga underarter finns listade i Catalogue of Life.